# Eucraera koellikerii
Eucraera koellikerii is een vlinder uit de familie van de spinners (Lasiocampidae). De wetenschappelijke naam van deze soort werd in 1881 als Lasiocampa koellikerii ("Köllikerii") gepubliceerd door Hermann Dewitz.
De soort komt voor in tropisch Afrika.